# Scatman (Ski Ba Bop Ba Dop Bop)
Scatman (Ski-Ba-Bop-Ba-Dop-Bop) este un cântec al muzicianului american Scatman John. A fost lansat ca primul disc single de pe albumul său de debut Scatman's World. În versuri vorbește despre cum și-a depășit problemele de vorbire, bâlbâiturile, în abilitatea de scat și încurajează copii cu această dizabilitate să nu se dea bătuți. Vânzările au fost scăzute la început, dar cântecul a fost transmis în multe studiouri de radio și avut succes internațional clasându-se pe primul loc în clasamente din mai multe țări ale Europei, în Australia și în Japonia. A rămas cel mai vândut și cunoscut hit al său.
A fost reînregistrat pentru o reclamă la The song was remade for a Good Humor și a fost inclus în coloanele sonore ale filmelor BASEketball, Nothing to Lose și Y.P.F. precum și în serialul Beavis and Butthead. Este licențiat de Jubeat.

## Melodii
CD maxi
1. „Scatman (Basic-Radio)” – 3:30
2. „Scatman (Jazz-Level)” – 3:41
3. „Scatman (Second-Level)” – 5:40
4. „Scatman (Third-Level)” – 5:46
5. „Scatman (Game-Over-Jazz)” – 5:03

CD maxi 2
1. „Scatman (New Radio Edit)” – 3:21
2. „Scatman (Pech Remix)” – 4:55
  - Remixat de Pech
3. „Scatman (Arena di Verona Mix)” – 6:04
4. „Scatman (Extended Radio Version)” – 5:11

## Clasamente și vânzări
| Clasament (1995)                                  | Poziția maximă |
| ------------------------------------------------- | -------------- |
| Australian Singles Chart                          | 8              |
| Austrian Singles Chart                            | 1              |
| Belgian (Flanders) Singles Chart                  | 1              |
| Belgian (Wallonia) Singles Chart                  | 1              |
| Dutch Top 40                                      | 2              |
| Eurochart Hot 100                                 | 1              |
| French SNEP Singles Chart                         | 1              |
| German Singles Chart                              | 2              |
| Irish Singles Chart                               | 1              |
| Italian Singles Chart                             | 1              |
| Japanese Oricon Singles Chart                     | 36             |
| New Zealand RIANZ Singles Chart                   | 39             |
| Norwegian Singles Chart                           | 1              |
| Swedish Singles Chart                             | 2              |
| Swiss Singles Chart                               | 1              |
| UK Singles Chart                                  | 3              |
| U.S. Billboard Hot 100                            | 60             |
| U.S. Billboard Hot Dance Club Play                | 10             |
| U.S. Billboard Hot Dance Music/Maxi-Singles Sales | 15             |
| U.S. Billboard Rhythmic Top 40                    | 40             |
| U.S. Billboard Top 40 Mainstream                  | 40             |

| Clasament (1995)                 | Loc |
| -------------------------------- | --- |
| Australian Singles Chart         | 38  |
| Austrian Singles Chart           | 8   |
| Belgian (Flanders) Singles Chart | 7   |
| Belgian (Wallonia) Singles Chart | 3   |
| Dutch Top 40                     | 11  |
| French Singles Chart             | 3   |
| Swiss Singles Chart              | 4   |

| Țară     | Certificații | Dată              | Vânzări certificații |
| -------- | ------------ | ----------------- | -------------------- |
| Austria  | Aur          | 13 aprilie 1995   | 15.000               |
| Franța   | Platină      | 16 noiembrie 1995 | 500.000              |
| Germania | Platină      | 1995              | 500.000              |
| Norvegia | Aur          | 1995              | 20.000               |
| Elveția  | Aur          | 1995              | 25.000               |